# جاموزلوک (اورتاکوی)
جاموزلوک (به ترکی استانبولی: Camuzluk) یک منطقهٔ مسکونی در ترکیه است که در اورتاکوی (آق‌سرای) واقع شده‌است.